# Jeneffe (Donceel)
Pour les articles homonymes, voir Jeneffe.
Jeneffe (en wallon Djinefe, a Djnefe prononcé « a Gngnèf », « aɲɲɛf ») est une section de la commune belge de Donceel située en Région wallonne dans la province de Liège.
C'était une commune à part entière avant la fusion des communes de 1977.
Elle est parfois appelée Jeneffe-en-Hesbaye pour la distinguer de son homonyme Jeneffe, dans la Province de Namur.
Code postal : 4357

## Démographie
- Sources:INS, Rem:1831 jusqu'en 1970=recensements, 1976= nombre d'habitants au 31 décembre